# Heliotropium shoabense
Heliotropium shoabense är en strävbladig växtart som beskrevs av Friedrich Vierhapper. Heliotropium shoabense ingår i Heliotropsläktet som ingår i familjen strävbladiga växter. Inga underarter finns listade i Catalogue of Life.